# Опалиха-Алексеевское
Опа́лиха-Алексе́евское — бывшая усадьба в Красногорском районе Московской области России. Была расположена в микрорайоне Опалиха города Красногорска, к северу от одноимённой железнодорожной платформы, близ Волоколамского шоссе. Все исторические строения были утрачены в 1930-х годах, до недавнего времени территория представляла собой участок с запущенными насаждениями. В настоящее время назначение части участка - строительство жилья.  

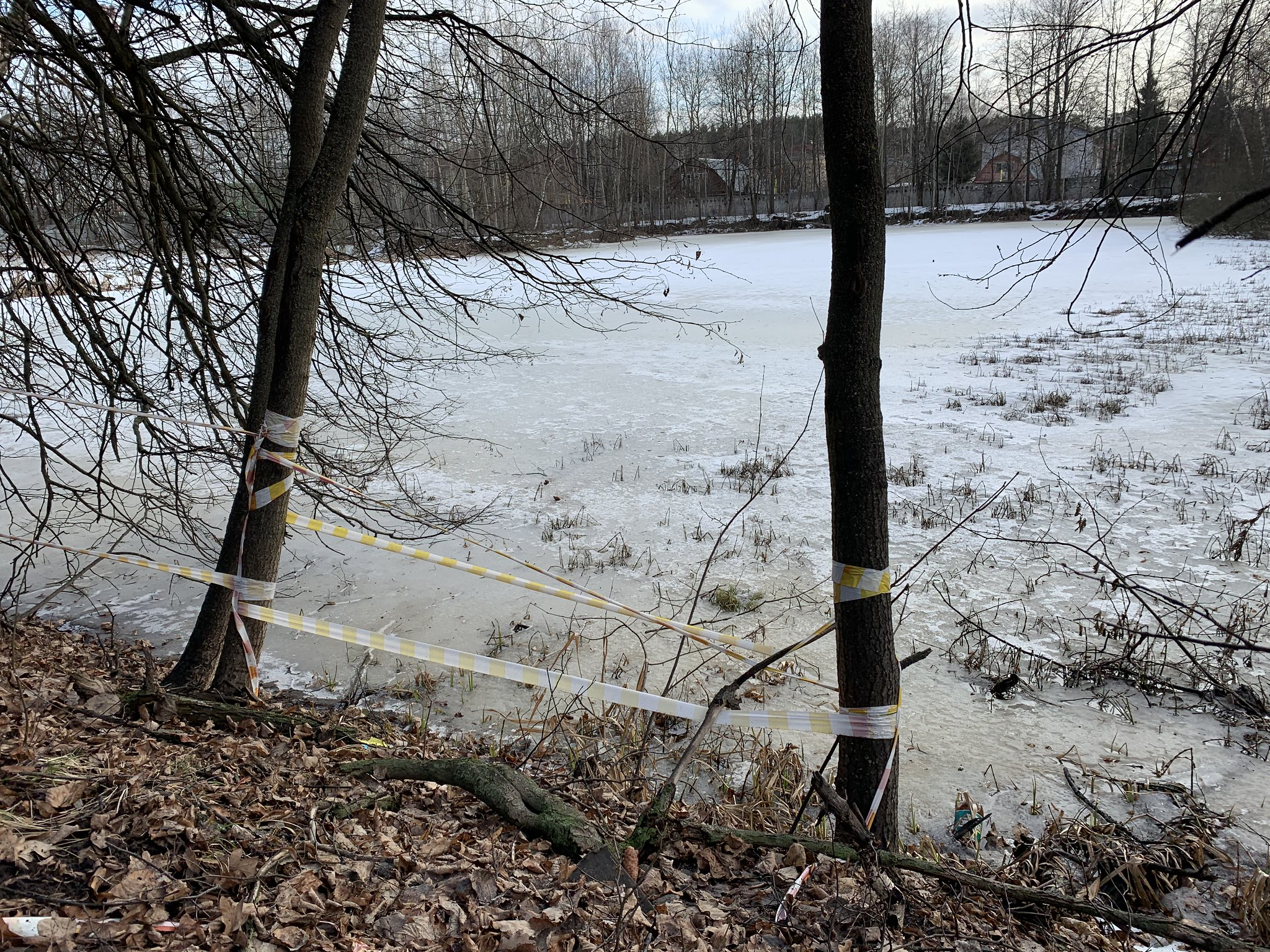
Пруды бывшего парка Усадьбы Опалиха-Алексеевское. Февраль 2020

## История
Основателем усадьбы считают боярина Н. Е. Николева — именно его семья владела данным поместьем с 1762 по 1807 годы. Тогда здесь был выстроен деревянный господский дом, флигель с башенкой (в ней помещалась маленькая домовая церковь). После 1807 года усадьба вместе с близлежащим поселением сменила несколько владельцев. 25 июля 1825 г. князь Николай Борисович Юсупов купил сельцо с 33 душами мужского и 25 женского пола, «с господским и крестьянским всяким строением, со скотом и с птицами и всякого рода с садами, прудами и со всем крестьянским имуществом» за 60 300 рублей ассигнациями. Сельцо занимало удобное положение около тракта, который шел из Москвы в Ново-Иерусалимский монастырь и далее на Волоколамск. 
В период с 1832 по 1917 гг. никаких видимых изменений в планировке и строениях не происходило. 
В 1917 году имение было национализировано. После революции 1917 года крестьяне соседней деревни — Ново-Никольское разделили помещичье поле около господского двора на душевые наделы, а господских коров передали солдаткам и беднейшим семьям.  
В декабре 1918 года все постройки и оставшееся имущество имения «Опалиха» списали и передали по акту в ведение Московского губернского Комиссариата Социального обеспечения. В «Списках бывших имений по уездам Московской губернии» (1921 г.), упоминается имение «Алексеевское-Опалиха», бывшее владение В.П. Гомелли. Имение недалеко от села Гореносово, в 2 км от ближайшей станции. Общая площадь земли с лесом – 30 ¼ ; сельскохозяйственных угодий – 145; пахотной земли – 30, луговой земли – 115 ½; садово-огородной земли и земель под тех. культурами – нет.
В 1921 году имение использовалось под Трудовую колонию, а во флигеле причудливой формы располагался устроенный крестьянами крестьянский клуб.
В 1924 году недвижимое имущество бывшего имения «Опалиха» было передано кооперативному товариществу по обработке земли «Васильки». Износ имущества на момент передачи составлял 50-60% и был оценен в 19997 руб. (от 51950 руб).
1930-х гг. все старые постройки были снесены, а на их месте в 1934 г. Возведено здание пансионата Коммунистического университета трудящихся Востока, переданное позднее Международной организации помощи борцам революции (МОПР) и преобразованное в Дом отдыха «Опалиха». Тогда же началась чистка и озеленение территории и реорганизация прудового хозяйства. Примерно треть южной части большого пруда, который к тому времени стал болотом, отгородили дамбой, почистили и заполнили водой, а посередине малого пруда организовали небольшой островок, на котором поставили беседку. 
Во время Великой Отечественной войны в феврале 1942 года в здании разворачивается эвакогоспиталь № 4032 Управления госпиталями ВЦСПС. Фронт в это время был в 15 км от Опалихи. Опалиха подвергалась бомбардировке, однако территория усадьбы избежала участи бомбового попадания.
В 1945 г., после его перевода в Болшево, организован дом отдыха «Опалиха», который передали Министерству среднего машиностроения и на долгое время он стал закрытым от посторонних глаз, в виду того, что в Доме отдыха гостями были выдающиеся деятели в области науки и обороны СССР, чьи личности требовали повышенной секретности.
В 1945—1955-е годы территория бывшего господского двора была полностью преобразована и приобрела вид, ставший основой ее современного состояния. На месте юсуповского питомника появилось много новых насаждений, асфальтированные дорожки с электроосвещением, дренажные канавы, а также водозаборный узел и канализация. Тогда же закончили реорганизацию прудового хозяйства – одну треть бывшего большого пруда, ставшего болотом, отгородили дамбой, почистили и наполнили водой, сделав разрыв в дамбе южной части пруда для гидравлической связи, через который перекинули мостик, а берега декорировали насаждениями. Болото на месте оставшейся трети бывшего пруда засыпали, позднее там выросли насаждения. Дом отдыха «Опалиха» в разное время посещали видные деятели науки и техники нашей Родины. Среди них учёный Игорь Курчатов, конструктор Сергей Королёв, космонавт Герман Титов. Много времени проводил в «Опалихе» глава МинСредМаша (сейчас РОСАТОМ) Ефим Славский. 

## Современное состояние
После распада СССР для Министерства Российской Федерации по атомной энергии дом отдыха стал непрофильным активом. Территория дома отдыха была размежевана на несколько земельных участков и реализована с торгов сотрудникам бывшего министерства. Небольшие участки были застроены индивидуальными домами.

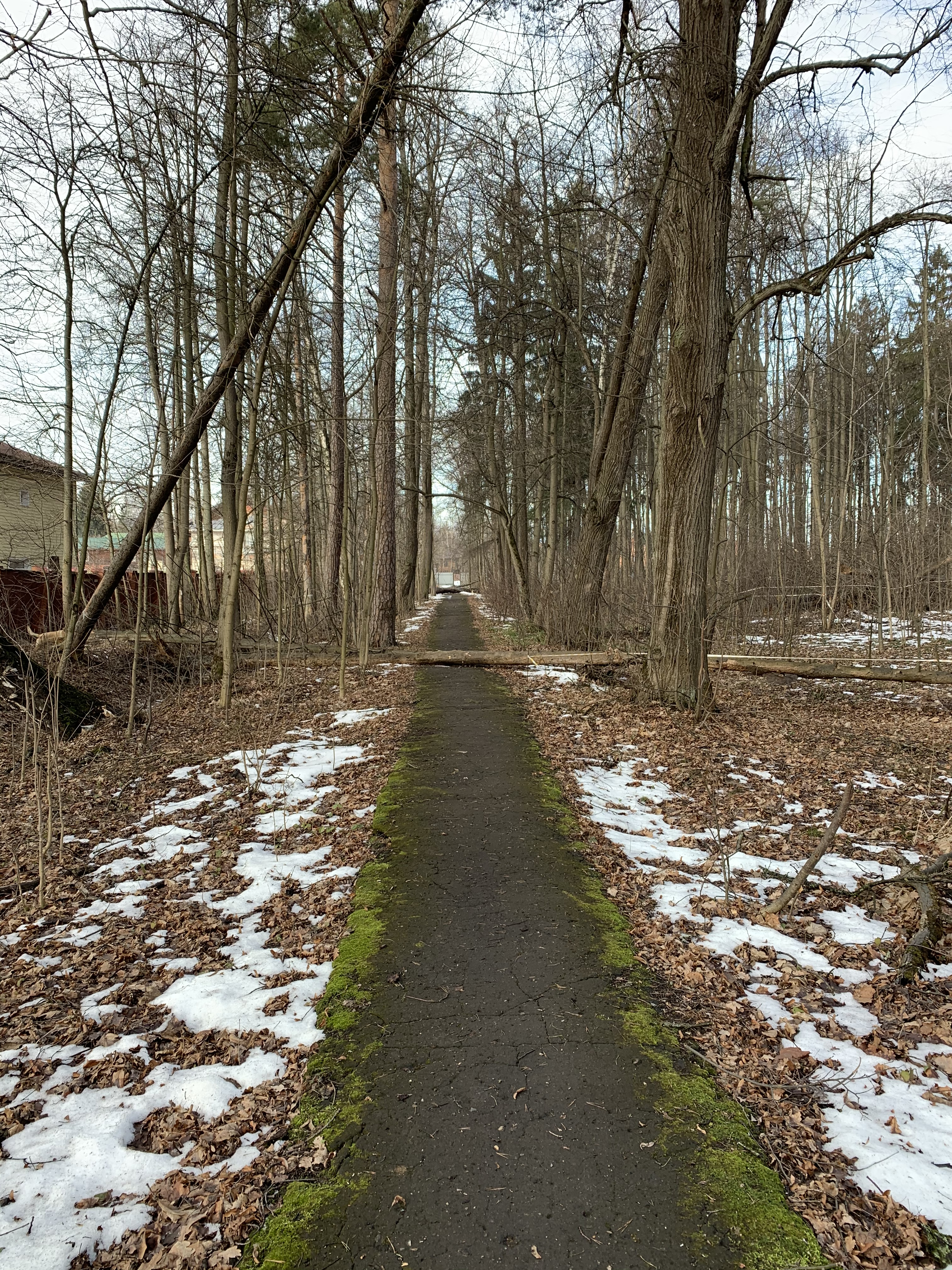
Аллея, идущая вдоль прудов. Февраль 2020 г.

В мае 2016 года обследование парка группой экологов, под руководством М. Семенцовой выявило наличие зеленого массива возраста 200 лет, и более. Они обнаружили отдельные уникальные деревья, по их мнению, заслуживающие статуса отдельных памятников природы: дуб в обхвате 327 см, липа в обхвате 300 см, дуб в обхвате 226 см. было подтверждено существование в парке крупной популяции лилии кудреватой, или саранки, занесенной в Красную книгу Московской области. Также был обнаружены виды, занесенный в Приложение 1 (Список редких и уязвимых таксонов, не включенных в Красную Книгу Московской области, но нуждающихся на территории области в постоянном контроле и наблюдении) — фиалка душистая, ландыш майский, земляника мускусная. Саранка и фиалка душистая были найдены в парке еще в 1980-е гг.
Согласно заключению экспертов-фитопатологов в 2017 году в ходе процедуры кернования выяснилось, что треть деревьев на участке Опалиха-Алексеевское являлись аварийными и подлежали санитарной рубке. Среди пораженных гнилью деревьев на участке в Опалихе много лип, которые отличаются очень мягкой древесиной, не менее десятка деревьев уже повалено, а будущее еще примерно 20% насаждений участка находится под большим вопросом.
Спорный юридический статус объекта
В 2017 году было установлено, что треть деревьев на участке Опалиха-Алексеевское совершенно точно являются аварийными. Исследования легли в основу государственной историко-культурной экспертизы, которая определила, что на территории нет ни одного сооружения, относящегося к дореволюционному периоду, и практически вся растительность появилась в советское время. От усадьбы, которая когда-то была на этом месте, ничего не осталось. Пруды не представляют собой водный объект – они стихийно созданы в советские годы для хозяйственных нужд и не включены в государственный водный реестр.
От усадьбы остались липовые аллеи и искусственные копаные пруды. Согласно заключению эксперта, члена Научно-методического совета по охране культурного наследия Московской области Л.А. Траскунова, сооружения XVIII – XIX веков отсутствуют. Состояние деревьев требует вмешательства специалистов для их сохранения. Пруды заилены, не имеют стока, а также требуют очистки и других работ по восстановлению флоры. В исторических границах планируется сохранить все здоровые деревья и пруды и создать настоящий парк площадью 3,7 га.  
В марте 2017 года была проведена государственная историко-культурно экспертиза ГУКН выявленного объекта культурного наследия «Парк бывшей усадьбы Николевых-Юсуповых «Опалиха-Алексеевское». Согласно составленному акту территорию нельзя признать парком, ввиду отсутствия материальных остатков исторических усадебных сооружений. 
В январе 2019 года несколькими жителями района и членами МО ВООПИК Московской области был инициирован судебный процесс, призванный защитить территорию от появления жилья и инфраструктуры и закрепить за ней статус памятника. 
21 марта 2019 года Верховный суд Российской Федерации вынес решение по делу № 4-АПА19-2, в котором отменил решение Московского областного суда от 12 октября 2018 года об исключении из перечня выявленных объектов культурного наследия Парка Усадьбы «Опалиха-Алексеевское». До момента окончательного признания или отрицания статуса памятника на территории строительные и хозяйственные работы приостановлены в соответствии с Федеральным законом "Об объектах культурного наследия (памятниках истории и культуры) народов Российской Федерации" от 25.06.2002 N 73-ФЗ.
29 октября 2019 года вышло распоряжение Главного управления культурного наследия Московской области № 35РВ-309 "Об утверждении границы территории и режима использования территории выявленного объекта культурного наследия» Парк бывшей усадьбы Николевых-Юсуповых «Опалиха – Алексеевское», вторая половина XVIII - начало XX веков".
Статус выявленного объекта культурного наследия (ВОКН) означает, что историко-культурная ценность объекта не определена и подлежит дальнейшему изучению. Территория бывшей усадьбы "Опалиха-Алексеевское" в настоящее время не является памятником. 
В январе 2021 года ГУКН Московской области лишило участок охранного статуса на основе экспертизы Коляденко Н.Б. 
За территорией, с учетом отсутствия статуса памятника, закрепляется текущее градостроительное назначение – зона комплексного устойчивого развития - в соответствии с принятыми Правилами землепользования и застройки г.о. Красногорск. У собственника участка существует проект развития данной территории, предполагающий благоустройство участка . 

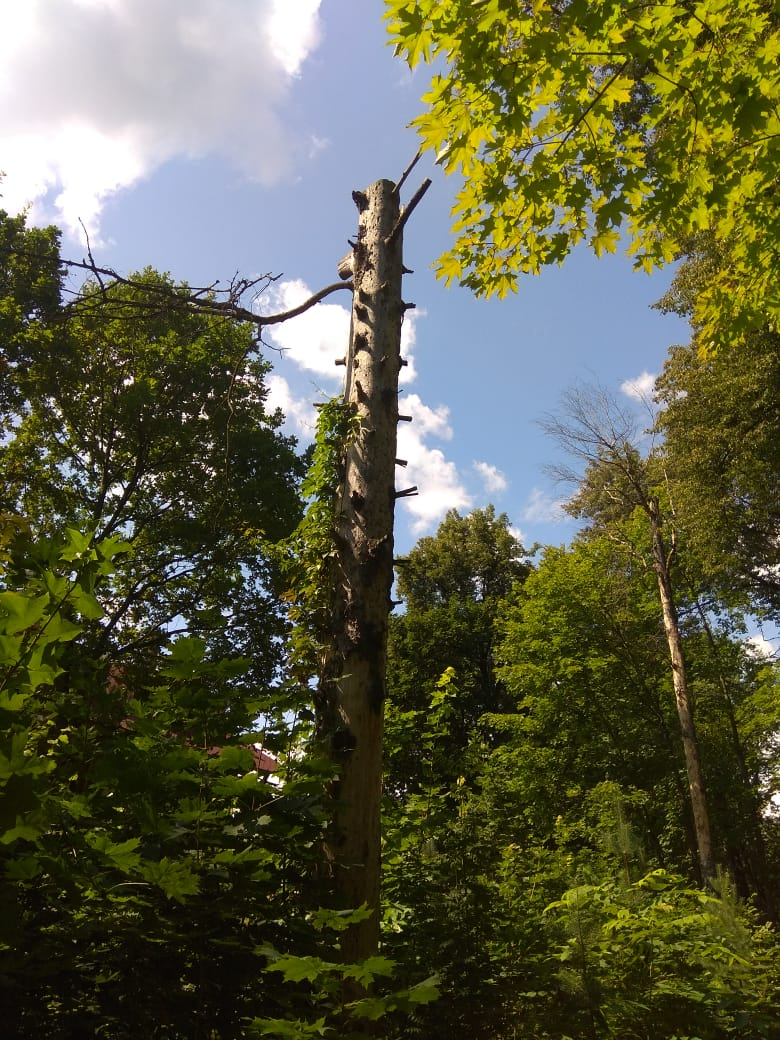
Внешний вид территории